# Nils-Harald Henström
Nils-Harald Georg Henström, född 22 januari 1921 i Skövde, död 27 december 2002 i Danmark i Uppsala kommun, var en svensk arkitekt.
Efter studentexamen i Skövde 1940 utexaminerades Henström från Kungliga Tekniska högskolan i Stockholm 1948. Han anställdes vid länsarkitektkontoret i Uppsala 1949 och blev stadsarkitekt i Sölvesborg och andra kommuner 1951. Han bedrev även egen arkitektverksamhet från 1951. Han ritade bland annat församlingshemmet och pastorsexpeditionen i Sölvesborg (1960).